# Chamaefilix adiantum-nigrum
Chamaefilix adiantum-nigrum là một loài dương xỉ trong họ Aspleniaceae. Loài này được Farw. mô tả khoa học đầu tiên năm 1931.
Danh pháp khoa học của loài này chưa được làm sáng tỏ. 